# Soteriologi
Soteriologi (av grekiska soteria "frälsning", "räddning") är den del av den konfessionella teologin som sysslar med läran om frälsning. Huruvida ett ämne har soteriologiska anspråk avgör huruvida det är konfessionellt eller inte.
I kristen teologi utgår soteriologin som regel ifrån hur människan skall överkomma synden, både arvssynden och synder begångna av individen själv. Olika kristna samfund ger olika svar på dessa frågor; genom tron allena, genom botgöring och bättring, eller genom nåden allena är några huvudfåror. Till soteriologin kan även föras studier av inkarnationen så vitt den påverkar människans frälsning, predestinationsläran, läran om sakramenten, och rättfärdiggörelse.
Inom buddhismen är det soteriologiska målet att uppnå nirvana.